# Brave Women of '76
Brave Women of '76 è un cortometraggio muto del 1909. Il nome del regista non viene riportato nei credit del film.

## Trama
Dopo che gli uomini hanno lasciato il villaggio lasciando sole le mogli e le figlie, arriva la notizia che un gruppo di cavalleggeri dell'Assia si sta dirigendo in quella direzione. Le donne si armano, preparandosi a respingere il nemico. Dopo la loro vittoria, tornando trionfanti verso casa incrociano un reggimento e con sorpresa riconoscono i loro uomini. Le donne lasciano gli atteggiamenti guerreschi e, molto femminilmente, abbracciano affettuosamente i mariti e i figli.

## Produzione
Il film fu prodotto dalla Lubin Manufacturing Company.

## Distribuzione
Distribuito dalla Lubin Manufacturing Company, il film - un cortometraggio della lunghezza di 162 metri - uscì nelle sale cinematografiche statunitensi il 1º novembre 1909. Nelle proiezioni, veniva programmato con il sistema dello split reel, accorpato in un'unica bobina con un altro cortometraggio prodotto dalla Lubin, la commedia A Lesson in Palmistry.